# Lake Village (Indiana)
Lake Village es un lugar designado por el censo ubicado en el condado de Newton en el estado estadounidense de Indiana. En el Censo de 2010 tenía una población de 765 habitantes y una densidad poblacional de 74,89 personas por km².

## Geografía
Lake Village se encuentra ubicado en las coordenadas 41°7′51″N 87°26′21″O / 41.13083, -87.43917. Según la Oficina del Censo de los Estados Unidos, Lake Village tiene una superficie total de 10.21 km², de la cual 10.21 km² corresponden a tierra firme y (0%) 0 km² es agua.

## Demografía
Según el censo de 2010, había 765 personas residiendo en Lake Village. La densidad de población era de 74,89 hab./km². De los 765 habitantes, Lake Village estaba compuesto por el 96.86% blancos, el 0.78% eran afroamericanos, el 0.52% eran amerindios, el 0.39% eran asiáticos, el 0% eran isleños del Pacífico, el 1.31% eran de otras razas y el 0.13% pertenecían a dos o más razas. Del total de la población el 2.61% eran hispanos o latinos de cualquier raza.